# Geschichtspark Sukhothai

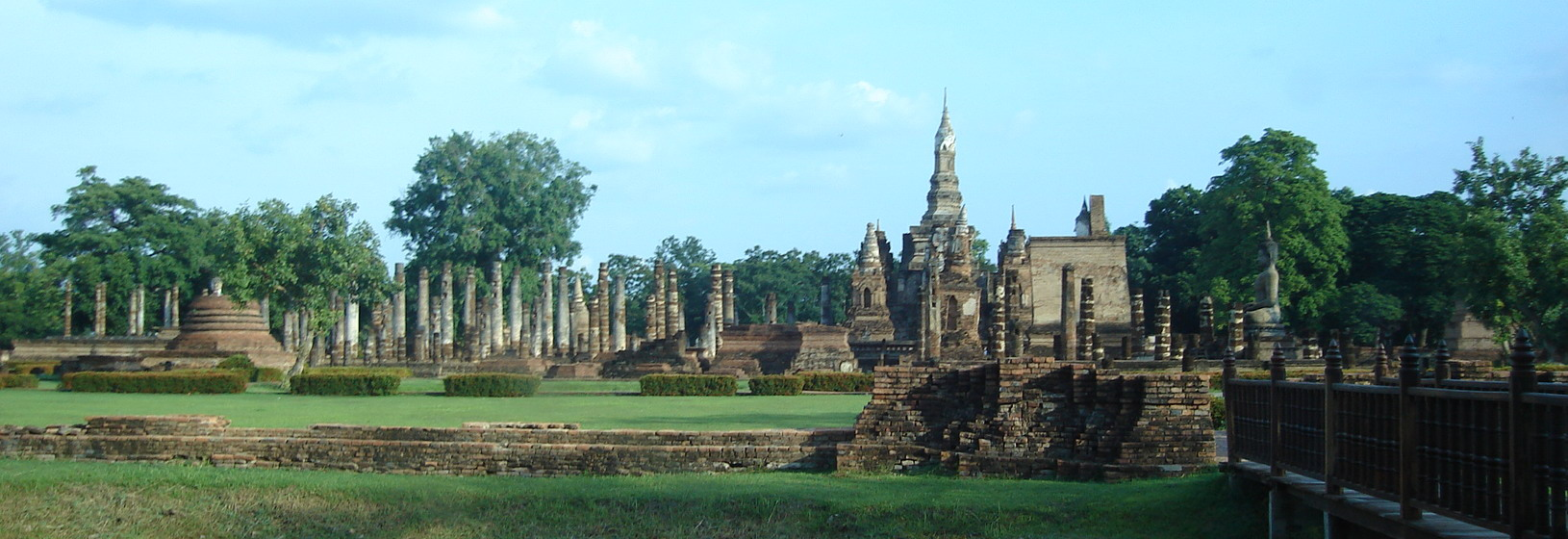
Geschichtspark Sukhothai

Der Geschichtspark Sukhothai (Thai: อุทยานประวัติศาสตร์ สุโขทัย, IPA: [ʔùttʰáʔjaːn pràʔwàttìʔsàːt sùʔkʰǒːtʰaj]) umfasst die Ruinen von Sukhothai, der Hauptstadt des Sukhothai-Königreiches im 13. und 14. Jahrhundert, dem ersten großräumigeren Königreich der Thai.
Der Park liegt an der Thailand Route 12 etwa 13 Kilometer westlich des Zentrums der modernen Stadt Sukhothai, die auch Hauptstadt der gleichnamigen Provinz ist.

## Geschichte
Die alte Stadt, von den Einheimischen auch Mueang Kao (Thai เมืองเก่า ‚Alte Stadt‘) genannt, war durch Erdwälle und Wassergräben von etwa 2 km × 1,6 km Ausdehnung umgeben. Durch die Befestigungen führten insgesamt vier Eingangstore in die Stadt.
Innerhalb dieser Mauern sind die Überreste des königlichen Palastes und von mehr als 20 Tempeln zu sehen, von denen der größte der Wat Mahathat ist. Der Geschichtspark beinhaltet zusätzlich Gebiete nördlich, östlich, südlich und westlich außerhalb der Mauern, in denen weitere Ruinen-Tempel stehen.
Bereits 1942 gab es Pläne, sie als historischen Park zu restaurieren. Die ersten Arbeiten zur Bestandsaufnahme begannen aber erst Anfang der 1950er Jahre. Am 2. August 1961 wurde in der Royal Gazette (Volume 92, Part 112) bekannt gegeben, dass das Gebiet unter den Schutz des Fine Arts Department (etwa: Kultusministerium) gestellt worden war.
Am 25. Januar 1964 wurde das Ramkhamhaeng-Museum durch König Bhumibol Adulyadej eröffnet. Hier konnten wichtige Fundstücke ausgestellt werden.
1976 legte die thailändische Regierung fest, dass die Ruinenfelder zu einem Geschichtspark („Historical Park“) ausgebaut werden sollten.
Die endgültige Restaurierung wurde 1988 abgeschlossen und der Sukhothai Historical Park durch den König eingeweiht.
Am 12. Dezember 1991 wurde der Geschichtspark zusammen mit benachbarten und in denselben kulturellen Kontext gehörenden Parks in Si Satchanalai und in Kamphaeng Phet zu einem Teil des Weltkulturerbes der UNESCO erklärt.
Innerhalb und außerhalb der alten Stadtmauern sind heute fast 200 Tempelruinen zu sehen, die ältesten stammen aus dem 13. Jahrhundert. Im restaurierten Wat Mahathat wird jedes Jahr zum Vollmond im November eine spektakuläre Feier zum Loi Krathong gefeiert.

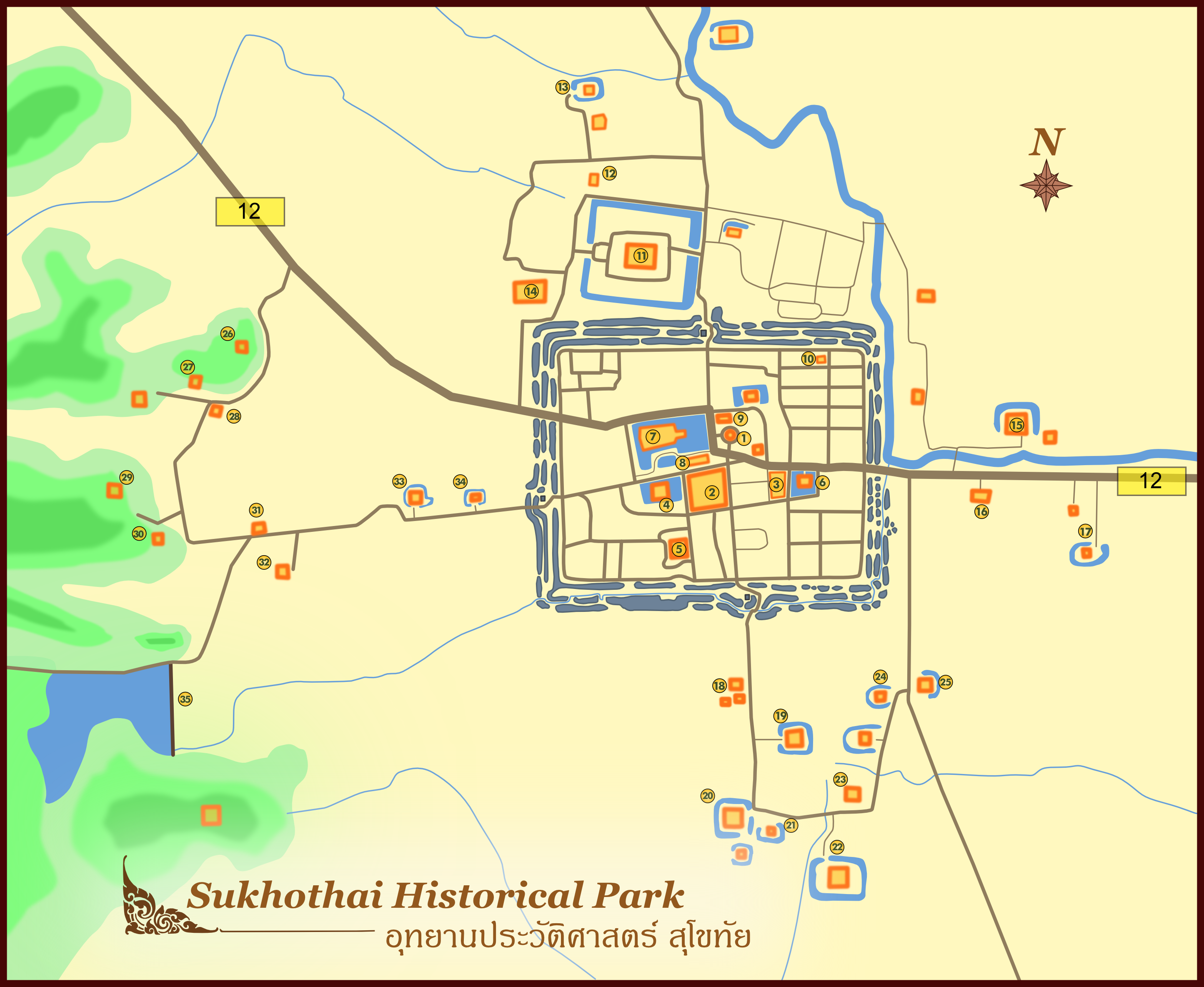
Übersichtskarte des Geschichtsparks

## Sehenswürdigkeiten

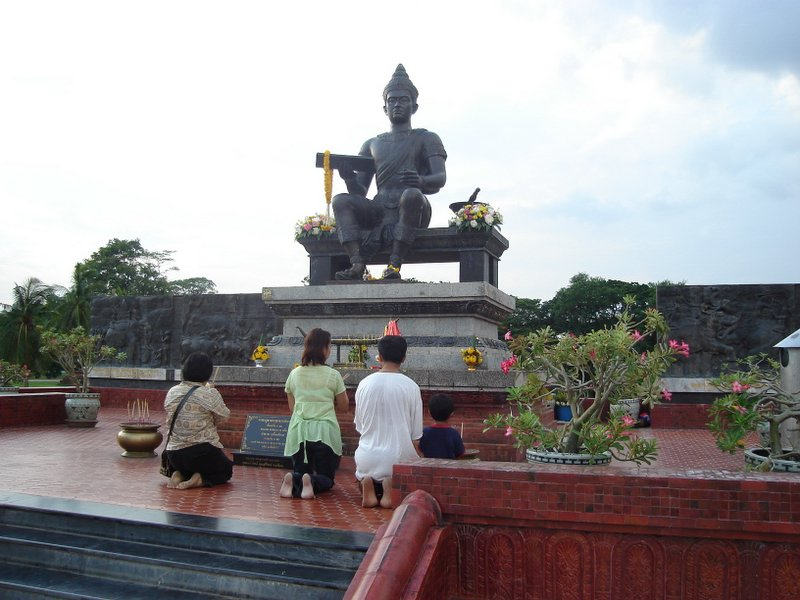
Denkmal von König Ramkhamhaeng

- Die aus einem dreifachen Wall- und Grabensystem bestehende Stadtbefestigung von Sukhothai mit ihren vier Stadttoren.

### Innerhalb der Mauern
- Denkmal für König Ramkhamhaeng – direkt im Zentrum des Parks, nördlich des Palastes
- Der königliche Palast und Wat Mahāthāt („Tempel der großen Reliquie“), der eigentliche Mittelpunkt der Anlage
- Auf dem Noen Prasat (Palast-Hügel), einer großen Terrasse östlich des Wat Mahāthāt, soll König Ramkhamhaeng Hof gehalten haben.
- Das Ramkhamhaeng-Nationalmuseum liegt direkt östlich der Palastruinen. Es zeigt zahlreiche Kunstgegenstände, die von Bürgern von Sukhothai gespendet oder vom Fine Arts Department hier gesichert wurden. Angeblich sollen hier mehr als 2000 Fundstücke ausgestellt sein, u. a. die Glocke am Palast von König Ramkhamhaeng, die jeder läuten durfte, um dem König seine Probleme vorzutragen.
- Wat Traphang Ngoen (Kloster im Silbersee) – kleiner Tempel auf der Insel in einem künstlichen See westlich des Wat Mahāthāt
- Wat Si Sawai (auch „Wat Sri Svāya“) – wahrscheinlich bereits im 12. Jahrhundert von den Khmer als Shiva-Tempel gegründet. Heute befinden sich vor den drei markanten Prang die Überreste eines Wihan, eine Mauer umschließt den gesamten Komplex. Ein gut erhaltener Türsturz, der einen schlafenden Vishnu zeigt, befindet sich heute im Museum.
- Wat Traphang Thong (Kloster im Goldsee) – in einem großen See gibt es einen alten Wihan und einen Mondop mit einem Fußabdruck Buddhas aus der Sukhothai-Zeit
- Wat Sa Si (auch „Wat Sra Sri“), Wat Chana Songkhram und Wat Tra Kuan liegen nahe beieinander nördlich des Wat Mahāthāt. Sie wurden wohl alle zur gleichen Zeit gegründet und zeigen heute restaurierte singhalesische Chedis und Ruinen von Bots inmitten von kleinen Teichen. Zahlreiche Fundamente von kleineren Chedis sind über die Tempelgelände verstreut.
- San Ta Pha Daeng – hinduistischer Schrein (Prang) nördlich des Wat Mahāthāt.
- Nordöstlich vom San Ta Pha Daeng liegt Wat Sorasak, mit einem „von Elefanten umgebenen“, restaurierten Chedi.

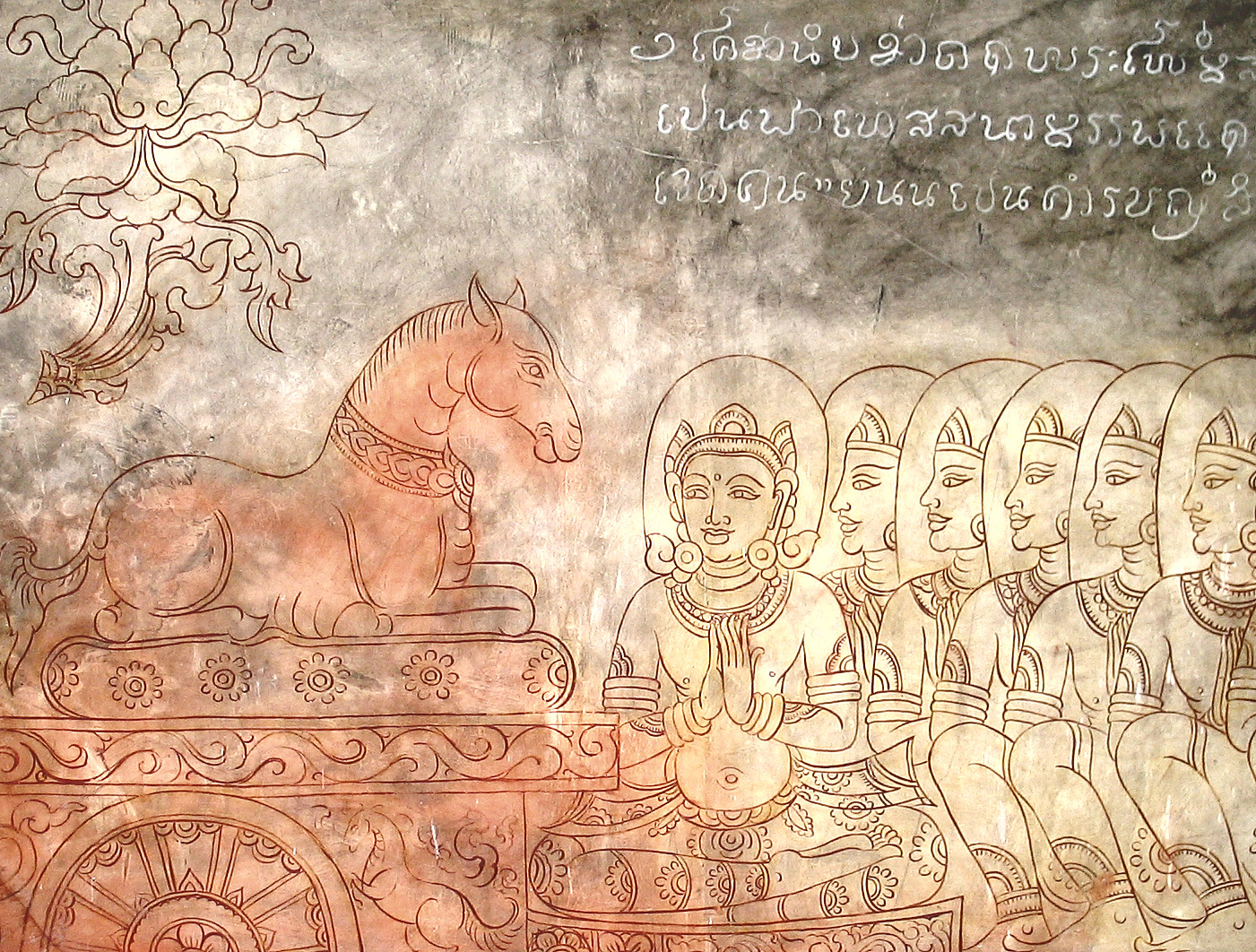
Jataka-Gravur auf Schieferkalk, Wat Si Chum (Ausschnitt einer Replika in Mueang Boran)

### Außerhalb der Mauern: Norden
- Wat Phra Phai Luang – etwa 1 km nördlich der Stadtmauern liegt dieser Tempel von einem quadratischen Wassergraben umgeben. Er wurde wahrscheinlich ebenfalls im 12. Jahrhundert gegründet, als Sukhothai noch Teil des Reiches von Angkor war. Von den ursprünglichen drei nebeneinander stehenden Prangs ist heute nur noch einer erhalten. Er ist aufwändig mit Stuck-Reliefs verziert. Da in den 1950er Jahren hier viele Buddha-Statuen gestohlen wurden, sind die verbliebenen, teilweise stark zerstörten Stücke im Ramkhamhaeng-Museum untergekommen.
- Turiang Brennöfen („Turiang Kilns“) – nördlich des Wassergrabens liegen einige historische Brennöfen[1]
- Wat Sangkhawat (auch „Wat Sanghāvāsa“) – kleiner Tempel mit Wihan- und Bot-Überresten, die ebenfalls von einem kleinen Wassergraben umgeben sind.
- Wat Si Chum ist das wichtigste Monument nordwestlich der Stadt. Der große Mondop soll von König Maha Thammararadscha II. Ende des 14. Jahrhunderts erbaut worden sein. Der quadratische Bau hat eine Seitenlänge von 32 Metern. In den dicken Wänden befindet sich ein schmaler Gang, mit einer Treppe zum Dach. An den Wänden des Ganges wurden mehr als 50 gravierte Platten gefunden, die Szenen aus den Jataka darstellen. Sie sind die ältesten erhaltenen Beispiele thailändischer Zeichenkunst. Im Mondop befindet sich die massive Statue des Phra Achana, die bereits in den Inschriften von König Ramkhamhaeng erwähnt wird.

### Außerhalb der Mauern: Osten
- Wat Chang Lom – ähnlich wie ein gleichnamiger Tempel im Geschichtspark Si Satchanalai wird die große Chedi von 36 Elefanten gestützt
- Wat Thraphang Thong Lang (Kloster im Korallenbaum-See) – Ruinen eines großen Ziegel-Mondop und mehrere kleine Chedi
- Wat Chedi Sung (Kloster mit hoher Chedi) – mit einer einzigartig gestalteten Chedi

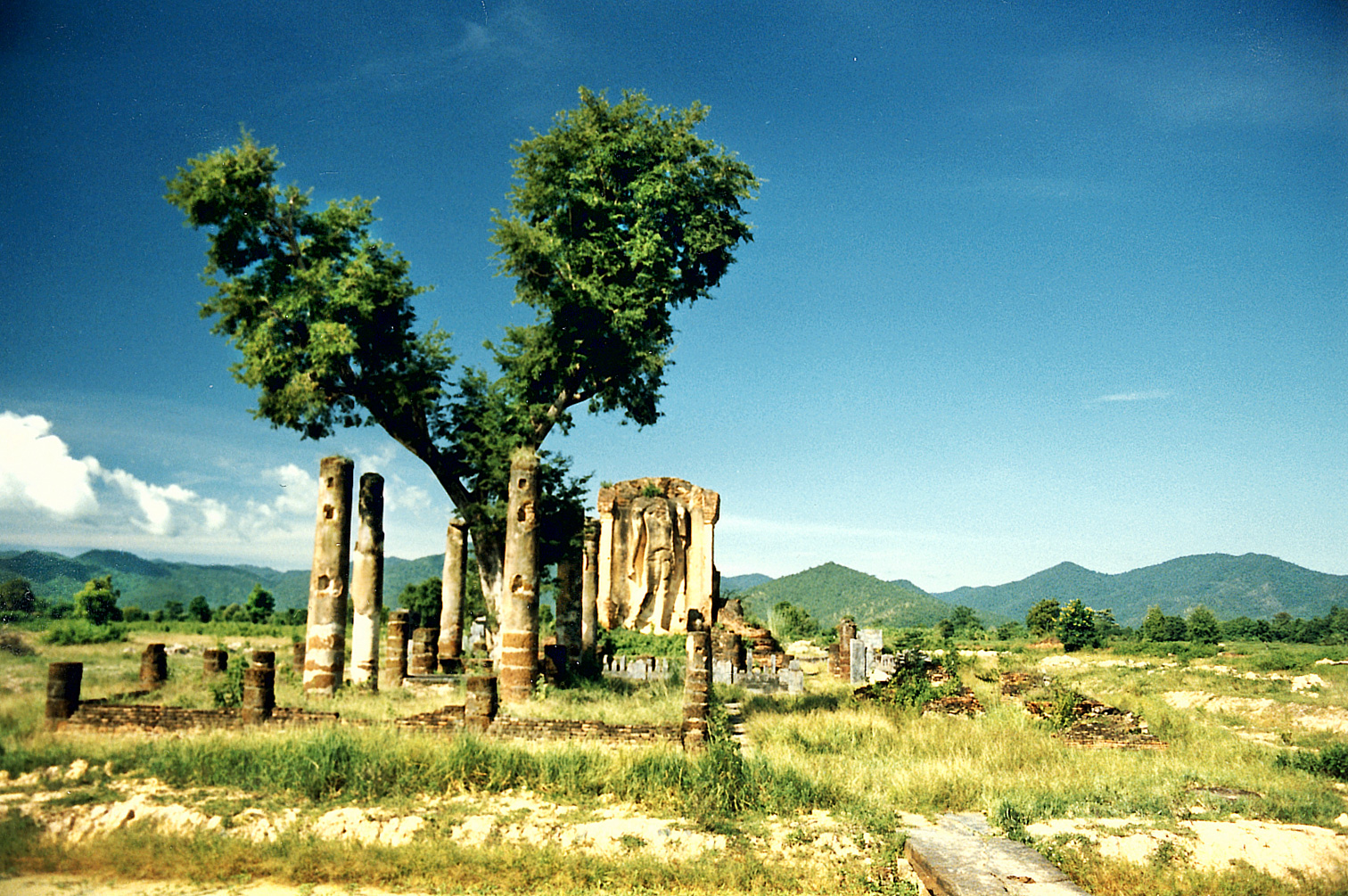
Wat Chetuphon

### Außerhalb der Mauern: Süden
- Wat Kon Laeng – heute hauptsächlich eine etwa 8 Meter hohe Stufenpyramide aus großen Laterit-Blöcken, die zur Stadt-Gründung wohl die gleiche Funktion hatte, wie heute die Lak Müang („Stadtsäule“), nämlich dem Schutzgeist der Stadt, dem Phi Mueang zu opfern.
- Wat Ton Chan (Kloster am Sandelholz-Baum) – teilweise eingestürzte singhalesische Chedi. Hier wurden zahlreiche sehr begehrte Amulette aus Terracotta gefunden.
- Wat Chetuphon – von einer Ziegelstein-Mauer umgeben steht in der Mitte ein Mondop mit Stuck-Figuren des Buddha in verschiedenen Haltungen an den vier Seitenmauern. Überreste eines Wassergrabens sind auszumachen.
- Wat Chedi Si Hong (Kloster der Chedi mit 4 Räumen) – Überreste von bemerkenswerten Stuck-Verzierungen im Wihan
- Wat Si Phichit Kirati Kanlayaram (auch „Sri Bicitrakirtikanlyārāma“) – Chedi in singhalesischem Stil mit stuckverziertem Fundament
- Wat Wihan Thong, Wat Asokaram und Wat Mum Langka sind drei kleinere Tempel, jeder besteht aus einer Chedi und einem Wihan.

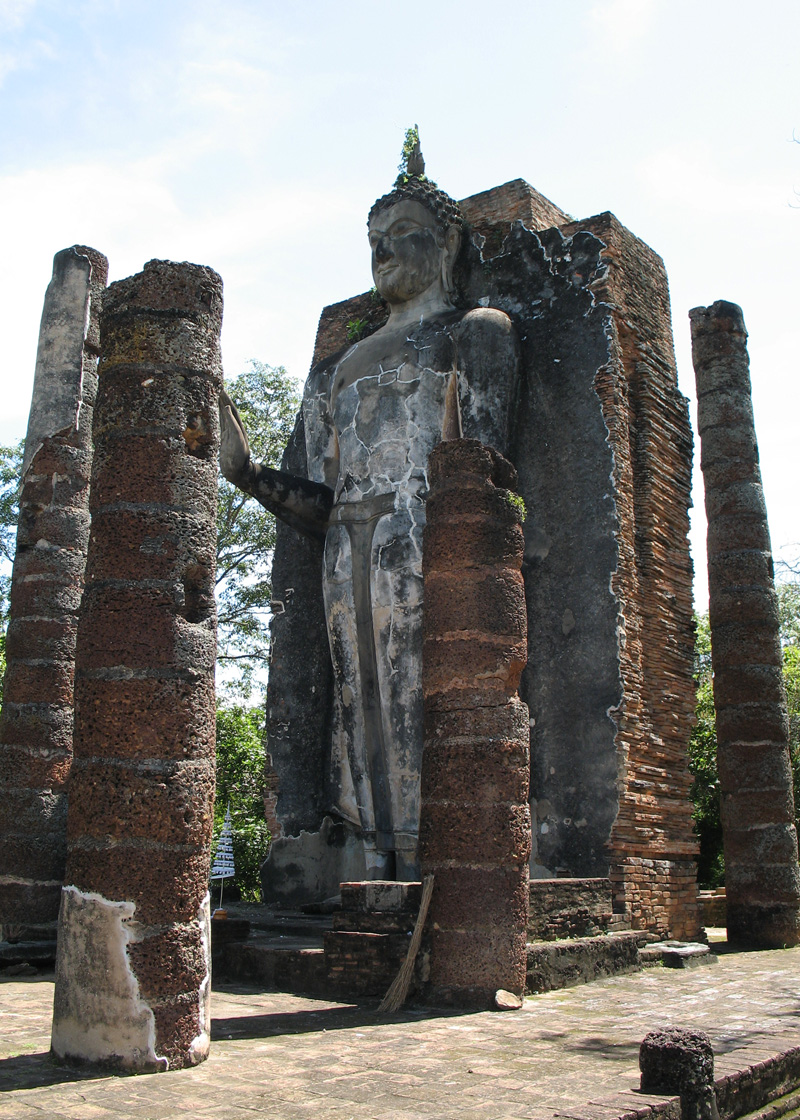
Phra Attharot, Wat Saphan Hin

### Außerhalb der Mauern: Westen
- Wat Pa Mamuang (Kloster des Mango-Wäldchens) – dieser wichtige, von einem schmalen Wassergraben umgebene Tempel liegt nur wenige hundert Meter westlich der Stadtmauer. Er wurde unter anderem in der Inschrift VII von König Lü Thai erwähnt. Der König hatte für den berühmten Mönch Mahāsāmī Sangharāja, der sein tiefes Wissen der Tipitaka bei langen Studien in Ceylon erworben hatte, den Tempel renovieren und vergrößern lassen.
- Wat Aranyik (auch „Wat Araññika“) – nicht weit entfernt vom Wat Saphan Hin liegt dieser Waldtempel, in dem die Fundamente zahlreicher Kuti verstreut im Wald liegen. Fundamente eines kleinen Wihan sind hier zu sehen.
- Wat Saphan Hin – in den bewaldeten Hügeln westlich der Stadt liegt das „Steinbrücken-Kloster“. Eine große Buddha-Statue eines „Phra Attharot“ (Attharasa: Pali für achtzehn; die Statue ist achtzehn Ellen groß, das entspricht 8,3 Meter) blickt über den Geschichtspark. In der Inschrift I. von König Ramkhamhaeng wird erwähnt, dass der König hierher auf Elefanten geritten kam, um „Verdienste (Meriten) zu erwerben“ (Thai ทำบุญ, Tam bun).
- Wat Chang Rop (Kloster von Elefanten umgeben) – kleiner Tempel auf einem Hügel. Der Name bezieht sich wohl auf die Chedi, aus deren Fundament die Überreste von 24 Elefantenköpfen heraussehen.
- Wat Chedi Ngam – Die „Wunderschöne Chedi“, so der Name, ist eine große Chedi im singhalesischen Stil, die bereits von weitem zu sehen ist.
- Wat Tham Hip – noch weiter südlich in den Hügeln liegt dieser kleine Tempel, der von Schatzräubern arg zerstört wurde. Er ist bisher nicht restauriert worden.
- Wat Mangkon (Kloster der Makara) – dieser kleine Tempel liegt am Fuße der Hügelkette. Anwohner berichten, dass einst eine lange Makara aus glasierten Kacheln das Fundament des Wihan zierte. Bei Ausgrabungen konnte außer den Kacheln die Tonfigur eines Garuda entdeckt werden. Figur und Kacheln befinden sich heute im Ramkhamhaeng-Museum.
- Wat Phra Yuen (Kloster des Stehenden Buddha) – kleiner Tempel mit einer stehenden Buddha-Figur aus Stuck, die jedoch stark zerfallen ist.
- Wat Tuek – hier befindet sich in einem kleinen Mondop eine sitzende Buddha-Figur aus Ziegeln, deren ehemalige Stuckverkleidung nur in spärlichen Fragmenten erhalten ist. Auch der Mondop selbst war ursprünglich vollständig mit Stuck verkleidet, wovon noch einige größere Flächenstücke vorhanden sind. Vor dem Mondop gibt es die Überresten eines Wihan, von dessen Laterit-Säulen unterschiedlich hohe Stümpfe stehen geblieben sind und der eine ebenfalls aus Laterit gefertigte, zweite sitzende Buddha-Figur beinhaltet.
- Saritphong-Damm – Staudamm des 14. Jahrhunderts zur Wasserversorgung des antiken Sukhothai

## Impressionen

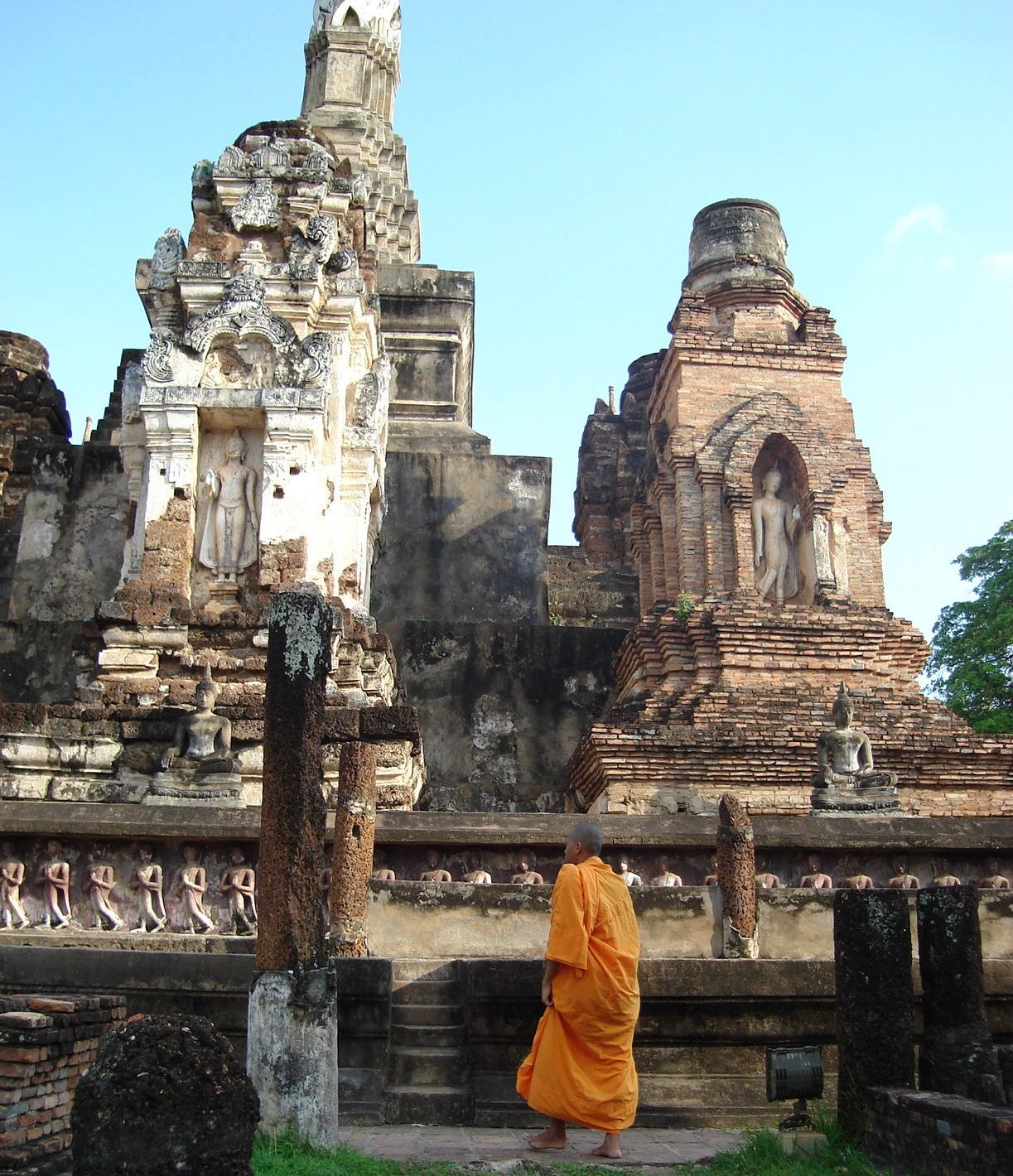
Das zentrale Heiligtum des Wat Mahathat
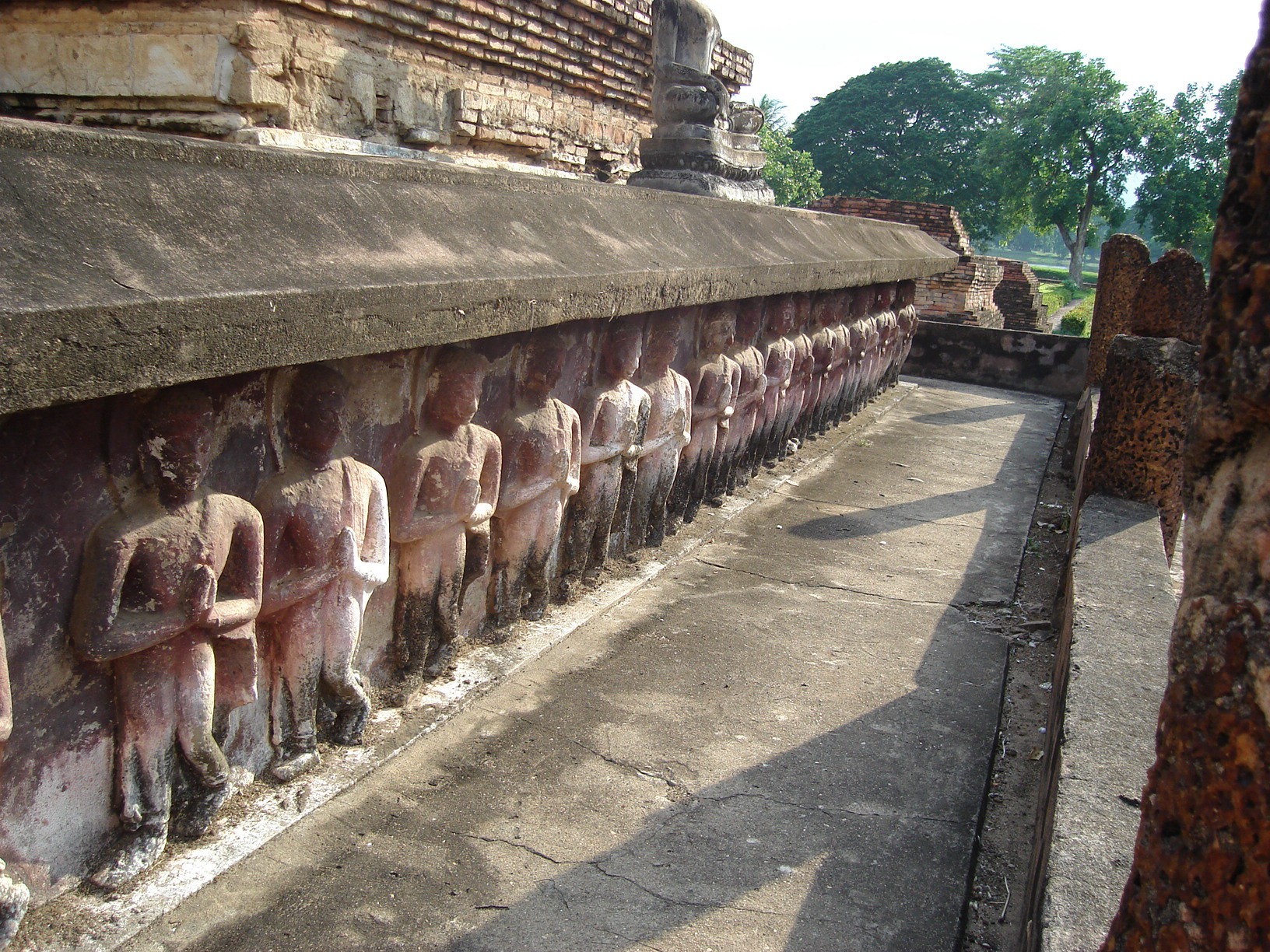
Fries am zentralen Heiligtum des Wat Mahathat
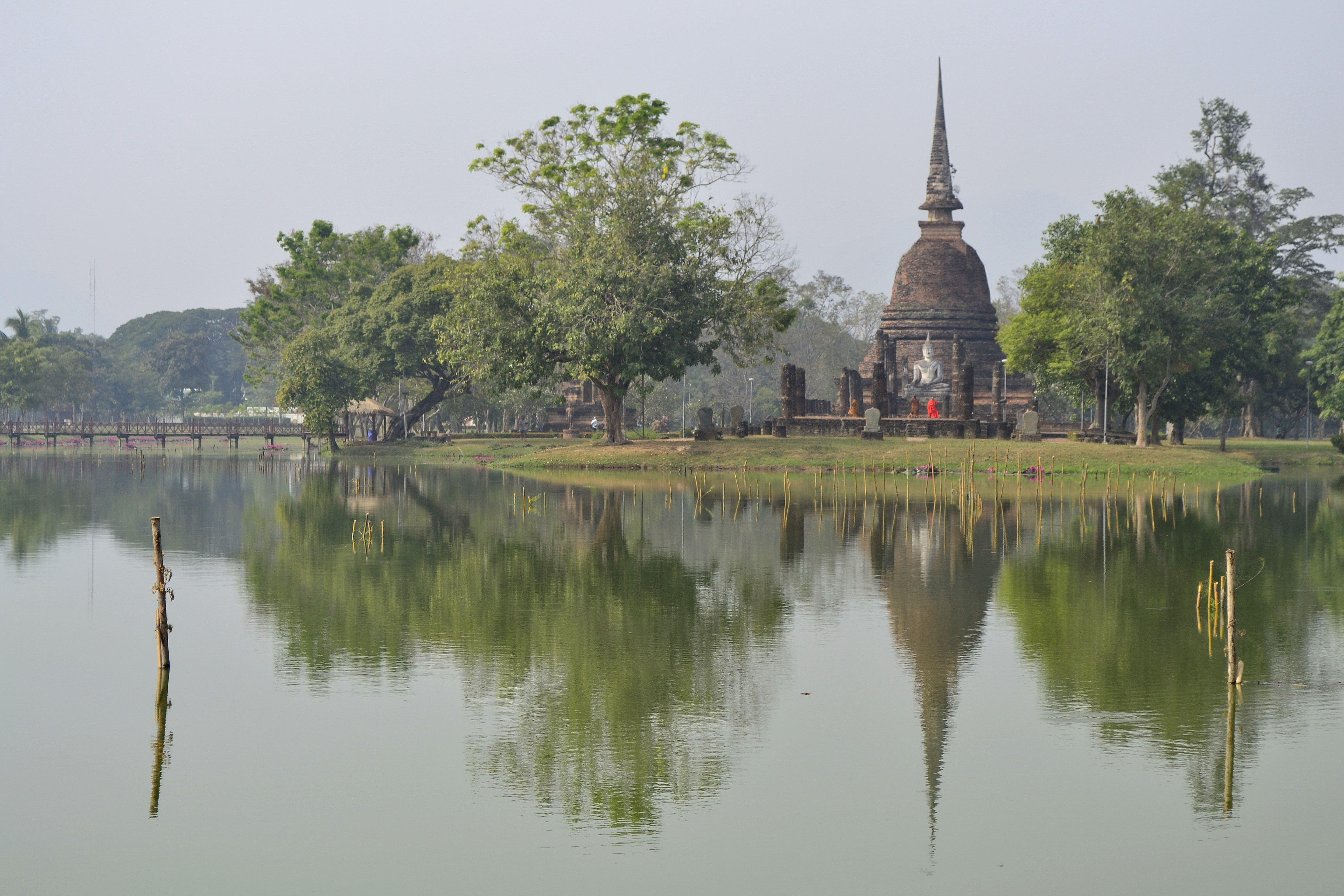
Wat Sa Si
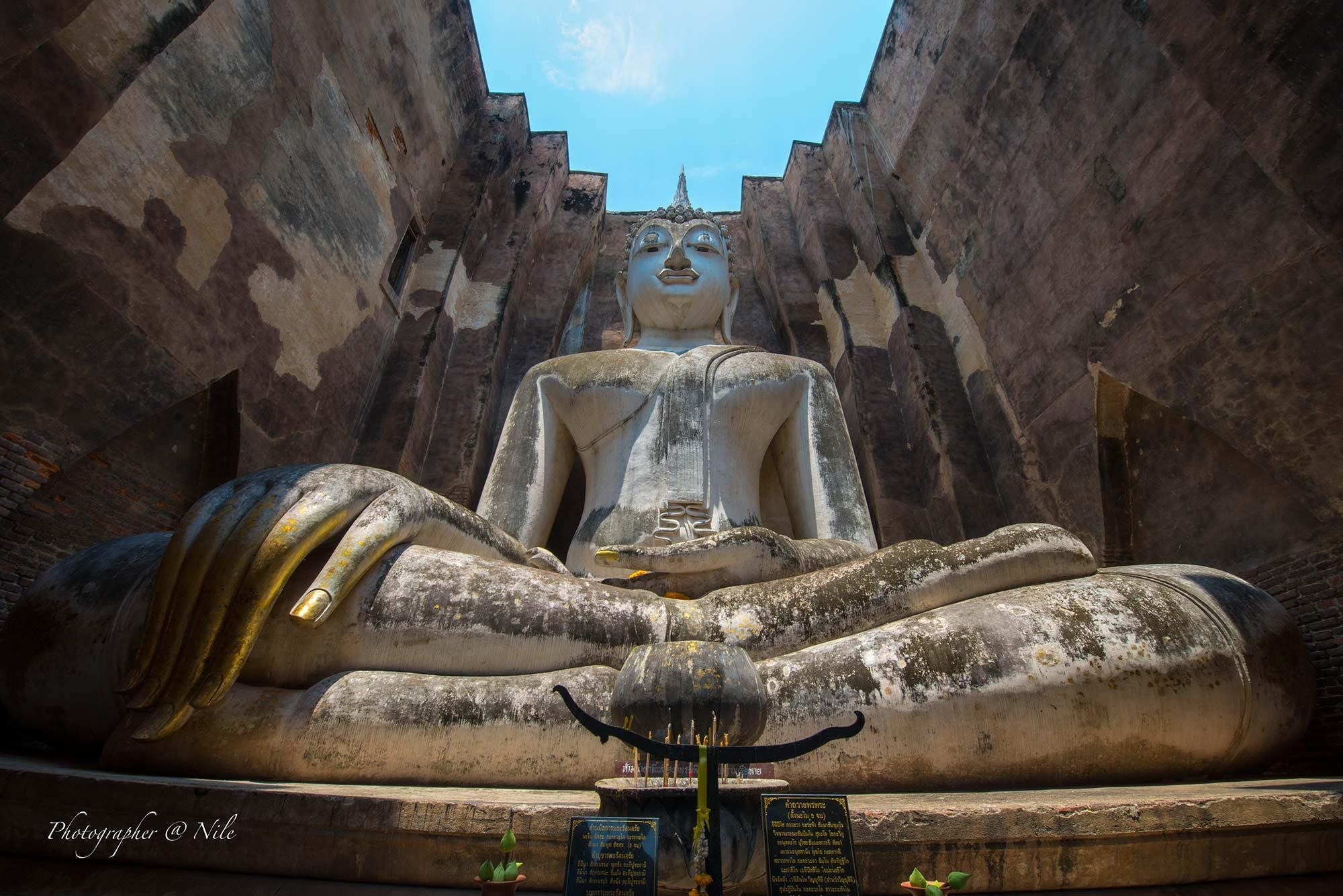
Phra Achana, Wat Si Chum
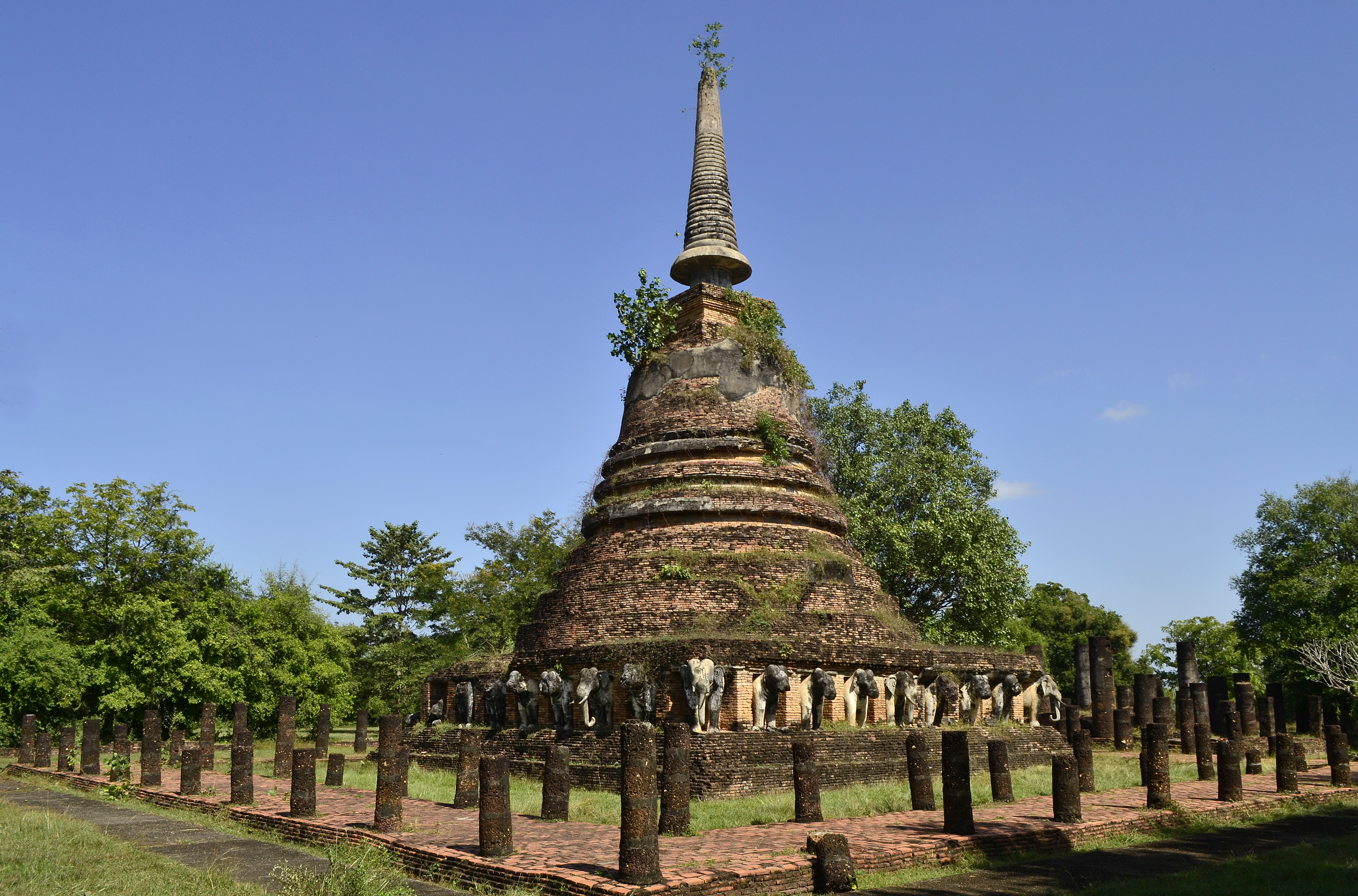
Wat Chang Lom